# 24h Le Mans 1997

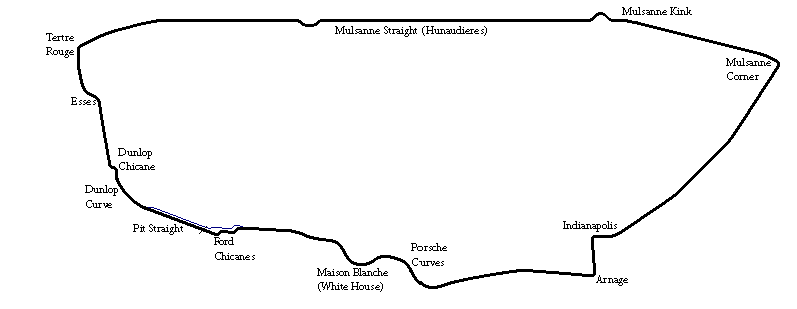
Tor Circuit de la Sarthe

24h Le Mans 1997 – 24–godzinny wyścig rozegrany na torze Circuit de la Sarthe w dniach 14–15 czerwca 1997 roku.

## Wyniki
Źródło: experiencelemans.com
| Poz.  | Klasa | Nr | Zespół                                   | Kierowcy                                                         | Nadwozie                           | Opony | Okr. |
| Poz.  | Klasa | Nr | Zespół                                   | Kierowcy                                                         | Silnik                             | Opony | Okr. |
| ----- | ----- | -- | ---------------------------------------- | ---------------------------------------------------------------- | ---------------------------------- | ----- | ---- |
| 1     | LMP   | 7  | Joest Racing                             | Michele Alboreto Stefan Johansson Tom Kristensen                 | TWR Porsche WSC-95                 | G     | 361  |
| 1     | LMP   | 7  | Joest Racing                             | Michele Alboreto Stefan Johansson Tom Kristensen                 | Porsche Type-935 3.0L Turbo Flat-6 | G     | 361  |
| 2     | GT1   | 41 | Gulf Team Davidoff GTC Racing            | Jean-Marc Gounon Pierre-Henri Raphanel Anders Olofsson           | McLaren F1 GTR                     | M     | 360  |
| 2     | GT1   | 41 | Gulf Team Davidoff GTC Racing            | Jean-Marc Gounon Pierre-Henri Raphanel Anders Olofsson           | BMW S70 6.0L V12                   | M     | 360  |
| 3     | GT1   | 43 | Team BMW Motorsport BMW Team Schnitzer   | Peter Kox Roberto Ravaglia Éric Hélary                           | McLaren F1 GTR                     | M     | 358  |
| 3     | GT1   | 43 | Team BMW Motorsport BMW Team Schnitzer   | Peter Kox Roberto Ravaglia Éric Hélary                           | BMW S70 6.0L V12                   | M     | 358  |
| 4     | LMP   | 13 | Courage Compétition                      | Didier Cottaz Jérôme Policand Marc Goossens                      | Courage C41                        | M     | 336  |
| 4     | LMP   | 13 | Courage Compétition                      | Didier Cottaz Jérôme Policand Marc Goossens                      | Porsche Type-935 3.0L Turbo Flat-6 | M     | 336  |
| 5     | GT1   | 33 | Schübel Engineering                      | Pedro Lamy Armin Hahne Patrice Goueslard                         | Porsche 911 GT1                    | M     | 331  |
| 5     | GT1   | 33 | Schübel Engineering                      | Pedro Lamy Armin Hahne Patrice Goueslard                         | Porsche 3.2L Turbo Flat-6          | M     | 331  |
| 6     | LMP   | 3  | Moretti Racing Inc.                      | Giampiero Moretti Didier Theys Max Papis                         | Ferrari 333 SP                     | Y     | 321  |
| 6     | LMP   | 3  | Moretti Racing Inc.                      | Giampiero Moretti Didier Theys Max Papis                         | Ferrari F310E 4.0L V12             | Y     | 321  |
| 7     | LMP   | 8  | La Filière Elf                           | Henri Pescarolo Jean-Philippe Belloc Emmanuel Clérico            | Courage C36                        | M     | 319  |
| 7     | LMP   | 8  | La Filière Elf                           | Henri Pescarolo Jean-Philippe Belloc Emmanuel Clérico            | Porsche Type-935 3.0L Turbo Flat-6 | M     | 319  |
| 8     | GT1   | 27 | BMS Scuderia Italia                      | Pierluigi Martini Christian Pescatori Antônio Hermann de Azevedo | Porsche 911 GT1                    | P     | 317  |
| 8     | GT1   | 27 | BMS Scuderia Italia                      | Pierluigi Martini Christian Pescatori Antônio Hermann de Azevedo | Porsche 3.2L Turbo Flat-6          | P     | 317  |
| 9     | GT2   | 78 | Elf Haberthur Racing                     | Michel Neugarten Guy Martinolle Jean-Claude Lagniez              | Porsche 911 GT2                    | D     | 307  |
| 9     | GT2   | 78 | Elf Haberthur Racing                     | Michel Neugarten Guy Martinolle Jean-Claude Lagniez              | Porsche 3.6L Turbo Flat-6          | D     | 307  |
| 10    | GT2   | 74 | Roock Racing                             | André Ahrlé Andy Pilgrim Bruno Eichmann                          | Porsche 911 GT2                    | M     | 306  |
| 10    | GT2   | 74 | Roock Racing                             | André Ahrlé Andy Pilgrim Bruno Eichmann                          | Porsche 3.6L Turbo Flat-6          | M     | 306  |
| 11    | GT2   | 73 | Roock Racing                             | Manuel Mello-Breyner Tomaz Mello-Breyner Pedro Mello-Breyner     | Porsche 911 GT2                    | M     | 295  |
| 11    | GT2   | 73 | Roock Racing                             | Manuel Mello-Breyner Tomaz Mello-Breyner Pedro Mello-Breyner     | Porsche 3.6L Turbo Flat-6          | M     | 295  |
| 12    | GT1   | 23 | Nissan Motorsport TWR                    | Kazuyoshi Hoshino Érik Comas Masahiko Kageyama                   | Nissan R390 GT1                    | B     | 294  |
| 12    | GT1   | 23 | Nissan Motorsport TWR                    | Kazuyoshi Hoshino Érik Comas Masahiko Kageyama                   | Nissan VRH35L 3.5L Turbo V8        | B     | 294  |
| 13    | GT2   | 80 | GT Racing Team AG Roock Racing           | Claudia Hürtgen John Robinson Hugh Price                         | Porsche 911 GT2                    | P     | 280  |
| 13    | GT2   | 80 | GT Racing Team AG Roock Racing           | Claudia Hürtgen John Robinson Hugh Price                         | Porsche 3.6L Turbo Flat-6          | P     | 280  |
| 14    | GT2   | 63 | Viper Team Oreca                         | Justin Bell Pierre Yver John Morton                              | Chrysler Viper GTS-R               | M     | 278  |
| 14    | GT2   | 63 | Viper Team Oreca                         | Justin Bell Pierre Yver John Morton                              | Chrysler 8.0L V10                  | M     | 278  |
| 15    | GT2   | 64 | Chamberlain Engineering                  | Hans Hugenholtz Jari Nurminen Chris Gleason                      | Chrysler Viper GTS-R               | G     | 269  |
| 15    | GT2   | 64 | Chamberlain Engineering                  | Hans Hugenholtz Jari Nurminen Chris Gleason                      | Chrysler 8.0L V10                  | G     | 269  |
| 16    | LMP   | 10 | Courage Compétition                      | Fredrik Ekblom Jean-Louis Ricci Jean-Paul Libert                 | Courage C36                        | M     | 265  |
| 16    | LMP   | 10 | Courage Compétition                      | Fredrik Ekblom Jean-Louis Ricci Jean-Paul Libert                 | Porsche Type-935 3.0L Turbo Flat-6 | M     | 265  |
| 17    | LMP   | 15 | Team T.D.R. Mazdaspeed                   | Yōjirō Terada Jim Downing Franck Fréon                           | Kudzu DLM-4                        | G     | 263  |
| 17    | LMP   | 15 | Team T.D.R. Mazdaspeed                   | Yōjirō Terada Jim Downing Franck Fréon                           | Mazda R26B 2.6L 4-Rotor            | G     | 263  |
| 18 NU | GT1   | 26 | Porsche AG                               | Emmanuel Collard Ralf Kelleners Yannick Dalmas                   | Porsche 911 GT1                    | G     | 327  |
| 18 NU | GT1   | 26 | Porsche AG                               | Emmanuel Collard Ralf Kelleners Yannick Dalmas                   | Porsche 3.2L Turbo Flat-6          | G     | 327  |
| 19 NU | GT1   | 39 | Gulf Team Davidoff GTC Racing            | Ray Bellm Andrew Gilbert-Scott Masanori Sekiya                   | McLaren F1 GTR                     | M     | 326  |
| 19 NU | GT1   | 39 | Gulf Team Davidoff GTC Racing            | Ray Bellm Andrew Gilbert-Scott Masanori Sekiya                   | BMW S70 6.0L V12                   | M     | 326  |
| 20 NU | GT2   | 61 | Viper Team Oreca                         | Philippe Gache Olivier Beretta Dominique Dupuy                   | Chrysler Viper GTS-R               | M     | 263  |
| 20 NU | GT2   | 61 | Viper Team Oreca                         | Philippe Gache Olivier Beretta Dominique Dupuy                   | Chrysler 8.0L V10                  | M     | 263  |
| 21 NU | GT1   | 25 | Porsche AG                               | Hans-Joachim Stuck Thierry Boutsen Bob Wollek                    | Porsche 911 GT1                    | G     | 238  |
| 21 NU | GT1   | 25 | Porsche AG                               | Hans-Joachim Stuck Thierry Boutsen Bob Wollek                    | Porsche 3.2L Turbo Flat-6          | G     | 238  |
| 22 NU | GT1   | 42 | Team BMW Motorsport BMW Team Schnitzer   | JJ Lehto Steve Soper Nelson Piquet                               | McLaren F1 GTR                     | M     | 236  |
| 22 NU | GT1   | 42 | Team BMW Motorsport BMW Team Schnitzer   | JJ Lehto Steve Soper Nelson Piquet                               | BMW S70 6.0L V12                   | M     | 236  |
| 23 NU | GT1   | 29 | JB Racing                                | Jürgen von Gartzen Olivier Thévenin Alain Ferté                  | Porsche 911 GT1                    | M     | 236  |
| 23 NU | GT1   | 29 | JB Racing                                | Jürgen von Gartzen Olivier Thévenin Alain Ferté                  | Porsche 3.2L Turbo Flat-6          | M     | 236  |
| 24 NU | GT1   | 54 | David Price Racing                       | Andy Wallace James Weaver Butch Leitzinger                       | Panoz Esperante GTR-1              | G     | 236  |
| 24 NU | GT1   | 54 | David Price Racing                       | Andy Wallace James Weaver Butch Leitzinger                       | Ford (Roush) 6.0L V8               | G     | 236  |
| 25 NU | GT1   | 30 | Kremer Racing                            | Christophe Bouchut Andy Evans Bertrand Gachot                    | Porsche 911 GT1                    | G     | 207  |
| 25 NU | GT1   | 30 | Kremer Racing                            | Christophe Bouchut Andy Evans Bertrand Gachot                    | Porsche 3.2L Turbo Flat-6          | G     | 207  |
| 26 NU | GT2   | 75 | Larbre Compétition                       | Patrick Bourdais Peter Kitchak André Lara-Rezende                | Porsche 911 GT2                    | M     | 205  |
| 26 NU | GT2   | 75 | Larbre Compétition                       | Patrick Bourdais Peter Kitchak André Lara-Rezende                | Porsche 3.6L Turbo Flat-6          | M     | 205  |
| 27 NU | LMP   | 9  | Courage Compétition                      | Mario Andretti Michael Andretti Olivier Grouillard               | Courage C36                        | M     | 197  |
| 27 NU | LMP   | 9  | Courage Compétition                      | Mario Andretti Michael Andretti Olivier Grouillard               | Porsche Type-935 3.0L Turbo Flat-6 | M     | 197  |
| 28 NU | GT1   | 52 | DAMS                                     | Franck Lagorce Éric Bernard Jean-Christophe Boullion             | Panoz Esperante GTR-1              | M     | 149  |
| 28 NU | GT1   | 52 | DAMS                                     | Franck Lagorce Éric Bernard Jean-Christophe Boullion             | Ford (Roush) 6.0L V8               | M     | 149  |
| 29 NU | GT1   | 55 | David Price Racing                       | David Brabham Perry McCarthy Doc Bundy                           | Panoz Esperante GTR-1              | G     | 145  |
| 29 NU | GT1   | 55 | David Price Racing                       | David Brabham Perry McCarthy Doc Bundy                           | Ford (Roush) 6.0L V8               | G     | 145  |
| 30 NU | GT1   | 21 | Nissan Motorsport TWR                    | Martin Brundle Jörg Müller Wayne Taylor                          | Nissan R390 GT1                    | B     | 139  |
| 30 NU | GT1   | 21 | Nissan Motorsport TWR                    | Martin Brundle Jörg Müller Wayne Taylor                          | Nissan VRH35L 3.5L Turbo V8        | B     | 139  |
| 31 NU | GT1   | 28 | Konrad Motorsport                        | Franz Konrad Mauro Baldi Robert Nearn                            | Porsche 911 GT1                    | P     | 138  |
| 31 NU | GT1   | 28 | Konrad Motorsport                        | Franz Konrad Mauro Baldi Robert Nearn                            | Porsche 3.2L Turbo Flat-6          | P     | 138  |
| 32 NU | GT2   | 67 | Saleen-Allen Speedlab Cirtek Racing      | Steve Saleen Price Cobb Carlos Palau                             | Saleen Mustang RRR                 | D     | 133  |
| 32 NU | GT2   | 67 | Saleen-Allen Speedlab Cirtek Racing      | Steve Saleen Price Cobb Carlos Palau                             | Ford 5.9L V8                       | D     | 133  |
| 33 NU | GT2   | 79 | Konrad Motorsport                        | Toni Seiler Larry Schumacher Michel Ligonnet                     | Porsche 911 GT2                    | P     | 126  |
| 33 NU | GT2   | 79 | Konrad Motorsport                        | Toni Seiler Larry Schumacher Michel Ligonnet                     | Porsche 3.2L Turbo Flat-6          | P     | 126  |
| 34 NU | GT1   | 22 | Nissan Motorsport TWR                    | Riccardo Patrese Eric van de Poele Aguri Suzuki                  | Nissan R390 GT1                    | B     | 121  |
| 34 NU | GT1   | 22 | Nissan Motorsport TWR                    | Riccardo Patrese Eric van de Poele Aguri Suzuki                  | Nissan VRH35L 3.5L Turbo V8        | B     | 121  |
| 35 NU | GT1   | 49 | GT1 Lotus Racing                         | Jan Lammers Mike Hezemans Alexander Grau                         | Lotus Elise GT1                    | M     | 121  |
| 35 NU | GT1   | 49 | GT1 Lotus Racing                         | Jan Lammers Mike Hezemans Alexander Grau                         | Chevrolet LT5 6.0L V8              | M     | 121  |
| 36 NU | LMP   | 5  | Kremer Racing                            | Tomás Saldaña Carl Rosenblad Jürgen Lässig                       | Kremer K8 Spyder                   | G     | 103  |
| 36 NU | LMP   | 5  | Kremer Racing                            | Tomás Saldaña Carl Rosenblad Jürgen Lässig                       | Porsche Type-935 3.0L Turbo Flat-6 | G     | 103  |
| 37 NU | GT2   | 84 | Stadler Motorsport                       | Enzo Calderari Lilian Bryner Angelo Zadra                        | Porsche 911 GT2                    | P     | 98   |
| 37 NU | GT2   | 84 | Stadler Motorsport                       | Enzo Calderari Lilian Bryner Angelo Zadra                        | Porsche 3.6L Turbo Flat-6          | P     | 98   |
| 38 NU | GT1   | 44 | Team Lark McLaren Parabolica Motorsports | Akihiko Nakaya Keiichi Tsuchiya Gary Ayles                       | McLaren F1 GTR                     | M     | 88   |
| 38 NU | GT1   | 44 | Team Lark McLaren Parabolica Motorsports | Akihiko Nakaya Keiichi Tsuchiya Gary Ayles                       | BMW S70 6.0L V12                   | M     | 88   |
| 39 NU | GT2   | 77 | Chereau Sports Larbre Compétition        | Jean-Luc Chéreau Jack Leconte Jean-Pierre Jarier                 | Porsche 911 GT2                    | M     | 77   |
| 39 NU | GT2   | 77 | Chereau Sports Larbre Compétition        | Jean-Luc Chéreau Jack Leconte Jean-Pierre Jarier                 | Porsche 3.6L Turbo Flat-6          | M     | 77   |
| 40 NU | GT1   | 46 | Newcastle United Lister                  | Julian Bailey Thomas Erdos Mark Skaife                           | Lister Storm GTL                   | D     | 77   |
| 40 NU | GT1   | 46 | Newcastle United Lister                  | Julian Bailey Thomas Erdos Mark Skaife                           | Jaguar 7.0L V12                    | D     | 77   |
| 41 NU | GT2   | 62 | Viper Team Oreca                         | Tommy Archer Soheil Ayari Marc Duez                              | Chrysler Viper GTS-R               | M     | 76   |
| 41 NU | GT2   | 62 | Viper Team Oreca                         | Tommy Archer Soheil Ayari Marc Duez                              | Chrysler 8.0L V10                  | M     | 76   |
| 42 NU | GT2   | 60 | Agusta Racing Team Ltd.                  | Almo Coppelli Rocky Agusta Eric Graham                           | Callaway Corvette LM-GT            | D     | 45   |
| 42 NU | GT2   | 60 | Agusta Racing Team Ltd.                  | Almo Coppelli Rocky Agusta Eric Graham                           | Chevrolet LT1 6.2L V8              | D     | 45   |
| 43 NU | GT2   | 66 | Saleen-Allen Speedlab Cirtek Racing      | David Warnock Rob Schirle Allen Lloyd                            | Saleen Mustang RRR                 | D     | 28   |
| 43 NU | GT2   | 66 | Saleen-Allen Speedlab Cirtek Racing      | David Warnock Rob Schirle Allen Lloyd                            | Ford 5.9L V8                       | D     | 28   |
| 44 NU | GT1   | 45 | Newcastle United Lister                  | Geoff Lees Tiff Needell George Fouché                            | Lister Storm GTL                   | D     | 21   |
| 44 NU | GT1   | 45 | Newcastle United Lister                  | Geoff Lees Tiff Needell George Fouché                            | Jaguar 7.0L V12                    | D     | 21   |
| 45 NU | LMP   | 4  | Pilot Racing                             | Michel Ferté Adrián Campos Charlie Nearburg                      | Ferrari 333 SP                     | D     | 18   |
| 45 NU | LMP   | 4  | Pilot Racing                             | Michel Ferté Adrián Campos Charlie Nearburg                      | Ferrari F310E 4.0L V12             | D     | 18   |
| 46 NU | GT2   | 70 | Marcos Racing International              | Cor Euser Takaji Suzuki Harald Becker                            | Marcos Mantara LM600               | D     | 15   |
| 46 NU | GT2   | 70 | Marcos Racing International              | Cor Euser Takaji Suzuki Harald Becker                            | Chevrolet 5.9L V8                  | D     | 15   |
| 47 NU | GT1   | 32 | Roock Racing                             | Stéphane Ortelli Allan McNish Karl Wendlinger                    | Porsche 911 GT1                    | M     | 8    |
| 47 NU | GT1   | 32 | Roock Racing                             | Stéphane Ortelli Allan McNish Karl Wendlinger                    | Porsche 3.2L Turbo Flat-6          | M     | 8    |
| 48 NU | LMP   | 14 | Pacific Racing Ltd.                      | Harri Toivonen Eliseo Salazar Jesús Pareja                       | BRM P301                           | P     | 6    |
| 48 NU | LMP   | 14 | Pacific Racing Ltd.                      | Harri Toivonen Eliseo Salazar Jesús Pareja                       | Nissan 3.0L Turbo V6               | P     | 6    |
| NW    | GT1   | 40 | Gulf Team Davidoff GTC Racing            | John Nielsen Thomas Bscher Chris Goodwin                         | McLaren F1 GTR                     | M     | -    |
| NW    | GT1   | 40 | Gulf Team Davidoff GTC Racing            | John Nielsen Thomas Bscher Chris Goodwin                         | BMW S70 6.0L V12                   | M     | -    |